# Animomyia smithii
Animomyia smithii är en fjärilsart som beskrevs av Richard F. Pearsall 1910. Animomyia smithii ingår i släktet Animomyia och familjen mätare. Inga underarter finns listade i Catalogue of Life.